# Straubenzell

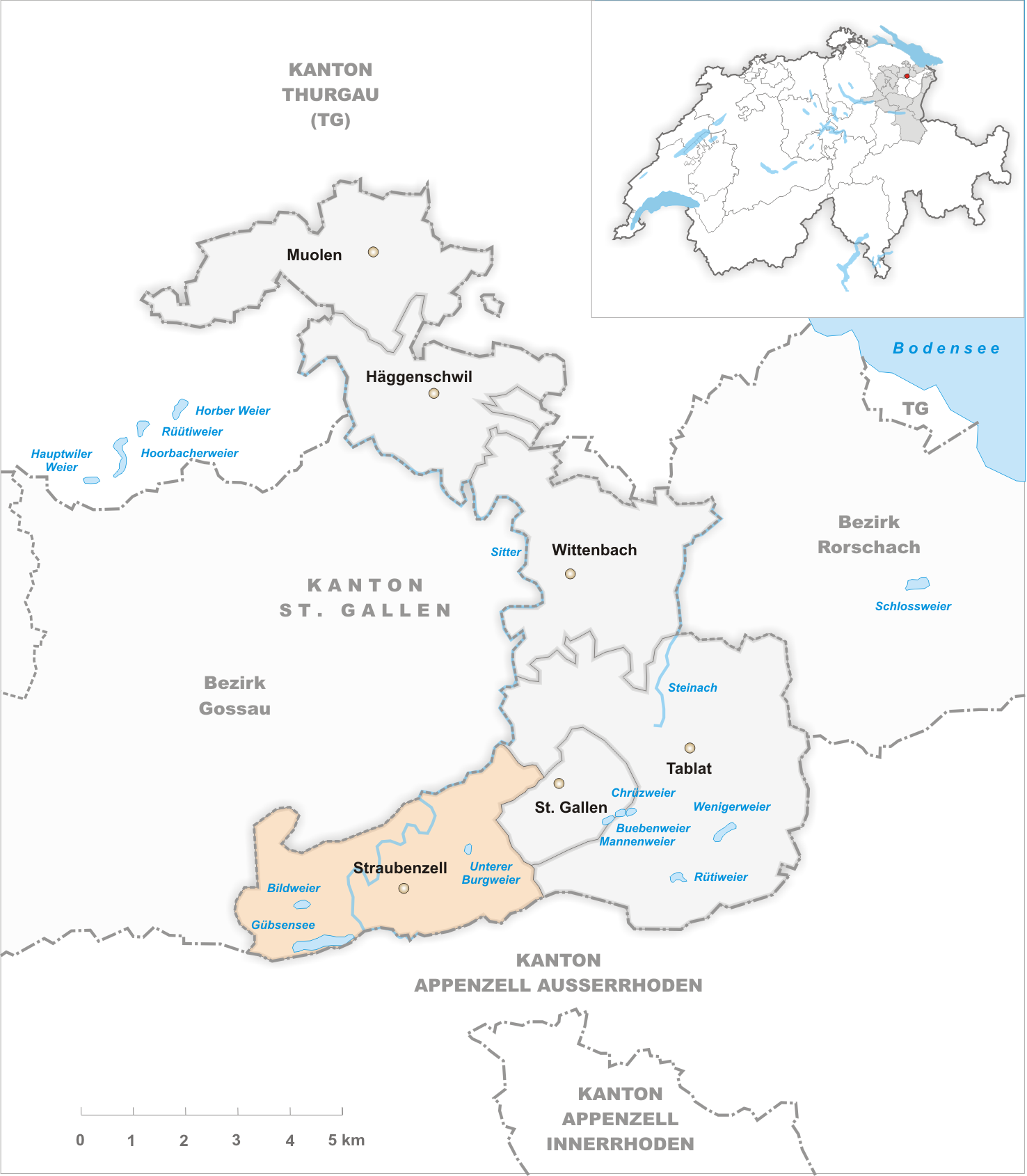
Gemeindestand vor der Fusion am 1. Januar 1918

Straubenzell war eine politische Gemeinde im Kanton St. Gallen. Die Gemeinde befand sich im westlichen Teil der Stadt St. Gallen und wurde 1918 zusammen mit Tablat im Osten eingemeindet. Erhalten blieb die Ortsbürgergemeinde bis ins Jahr 2015. Am 1. Januar 2016 wurde auch die Ortsbürgergemeinde Straubenzell in diejenige der Stadt St. Gallen integriert. Noch immer getrennt sind die reformierten Kirchgemeinden auf dem Gebiet der Stadt.

## Gliederung
Straubenzell gehörte von 1803 bis 1831 dem Kreis Straubenzell im Bezirk Rorschach, anschliessend bis 1918 dem Bezirk Gossau an. Durch die Eingemeindung gehörten die ehemaligen Dörfer seither dem Bezirk St. Gallen, heute dem Wahlkreis St. Gallen an.
Die Gemeinde Straubenzell bestand aus mehreren teilweise noch heute sichtbaren Dörfern. Heute sind es die Quartiere von St. Gallen-West.
Bruggen
Bruggen war das Zentrum von Straubenzell und von 1803 bis 1831 Kreishauptort. Eine Strasse mit dem Gemeindenamen erinnert daran. Der Name kommt von althochdeutsch „brucka“, mittelhochdeutsch „brucke“ und bedeutet „bei den Brücken“ (die dort auch nicht zu übersehen sind). Der Name ist 1219 erstmals urkundlich festgehalten.
Haggen
Das Gebiet südlich von Bruggen, am Weg nach Stein, heisst Haggen. Der Name leitet sich von althochdeutsch „hacko, haggo“ ab, das so viel wie „vorspringender Berg“ bedeutet. Einen solchen findet man bei der heutigen Haggenbrücke („Ganggelibrugg“), wo der Fels steil zur Sitter hin abfällt.
Chräzern, Kräzern
Das Quartier Kräzern, das sich im ansteigenden Gebiet westlich der Sitter zu Winkeln hin erstreckt, hat seinen Namen nicht, wie man annehmen würde, von „Chräze“, einem alten Ausdruck für Tragkorb. Vielmehr bedeutet der Ausdruck „Kratzen, Schramme, Wunde (in der Landschaft)“.
Ahorn
Das Quartier, das heute Ahorn benannt wird, befindet sich östlich von Haggen, südlich der grossen Gleisanlagen vom Güterbahnhof. Der Name stammt nur indirekt vom Baum ab. Vielmehr geht er wohl auf einen Arzt namens Anhorn zurück, der dort im 17. Jahrhundert gelebt haben soll.
Winkeln
Winkeln ist das westlichste Quartier der Stadt. Obwohl nicht ganz korrekt, wird heute oftmals das ganze Gebiet westlich der Sitter so genannt. Genaugenommen gehörte nur der eigentliche Kern zum Dorf, also die Häuser an der Herisauerstrasse, auf der noch heute direktesten Verbindung von St. Gallen zum Hauptort von Appenzell Ausserrhoden.

## Geschichte
Als Untertanengebiet des Abtes von St. Gallen war die Geschichte von Straubenzell stark vom Schicksal der Fürstabtei geprägt. Bis zu deren Auflösung 1805 waren die Gebiete östlich wie westlich der Stadt streng katholisch und dem Kloster zu Gehorsam verpflichtet. Die verteilten Dorfkerne in diesem Gebiet spielten keine wesentliche Rolle im politischen und wirtschaftlichen Umfeld der Stadt, ausser dass durch die engen Grenzen, in denen sich die Stadt selbst befand, immer wieder Zwietracht entstand, besonders nach der Reformation. Zu Straubenzell gehörten die für den Handel nach Westen wichtigen Sitterbrücken. Der Weg nach Wil, der zweitwichtigsten Stadt der Fürstabtei, führte hier durch. Mehrere, zum Teil heute noch existierende mittelalterliche Burgen zeugen von der Wichtigkeit der Verkehrswege.
Im Verlaufe des 19. Jahrhunderts, mit der Industrialisierung und der florierenden Textilindustrie bekamen die Vororte plötzlich eine grössere Bedeutung, denn innerhalb der Stadt ging der Platz für neue Fabriken und Standorte der Textilindustrie zur Neige. So wuchs die Bevölkerung in den Vorortsgemeinden rasch an, während die Stadt keine neuen Bürger mehr aufnehmen konnte. Bei der Stadtverschmelzung 1918 (die geografisch und siedlungsraumbezogen bereits Tatsache war) machten die Vorortsgemeinden etwa die Hälfte der Bevölkerung der neuen Stadt aus. Noch heute sprechen die St. Galler davon, «in die Stadt» zu gehen, wenn sie eigentlich das alte Stadtzentrum meinen.
Auch im 20. Jahrhundert spielte der Verkehr eine wichtige Rolle im Gebiet von Straubenzell. 1927 war die neue, zweispurige SBB-Eisenbahnbrücke eröffnet worden. 1941 wurde die Fürstenlandbrücke eröffnet, die die viel ältere Kräzernbrücke ergänzen sollte. 1987 wurde die Stadtautobahn durch St. Gallen eröffnet – damit nahm die Bedeutung der übrigen Sitterbrücken schlagartig ab, dafür aber auch der inzwischen stark angestiegene Durchgangsverkehr.